# Буковець (Врачанська область)
Бу́ковець (болг. Буковец) — село у Врачанській області Болгарії. Входить до складу общини Бяла Слатина.

## Населення
За даними перепису населення 2011 року у селі проживали 202 особи, усі — болгари.
Розподіл населення за віком у 2011 році:
Динаміка населення: